# فرید ملن
فرید ملن (انگلیسی: Ferit Melen؛ زاده ۲ نوامبر ۱۹۰۶ – درگذشته ۳ سپتامبر ۱۹۸۸) یک سیاست‌مدار اهل ترکیه بود.